# Station Apensen
Station Apensen (Bahnhof Apensen) is een spoorwegstation in de Duitse plaats Apensen, in de deelstaat Nedersaksen. Het station ligt aan de spoorlijn Buxtehude - Harsefeld. 
Op het station stoppen alleen treinen van de EVB. Het station is niet in beheer bij DB Station&Service AG, maar in beheer bij de EVB. Hierdoor is het station niet gecategoriseerd. 

## Treinverbindingen
De volgende treinserie doet station Apensen aan:
| Serie | Treinsoort         | Route                                                                             | Bijzonderheden |
| ----- | ------------------ | --------------------------------------------------------------------------------- | -------------- |
| RB 33 | Regionalbahn (EVB) | Buxtehude – Apensen – Bremervörde – Bremerhaven Hbf – Bremerhaven-Lehe – Cuxhaven |                |